# فرد كيمب
فرد كيمب (بالإنجليزية: Fred Kemp)‏ (27 فبراير 1946 بساليرنو في إيطاليا - ) هو لاعب كرة قدم بريطاني في مركز الدفاع. لعب مع نادي بلاكبول ونادي ساوثهامبتون ووولفرهامبتون واندررز ونادي هاليفاكس تاون ونادي هيرفورد ونادي تلفورد يونايتد ونادي ديربن سيتي ونادي ويموث.

## وصلات خارجية
- فرد كيمب على موقع قاعدة بيانات كرة القدم.إي يو (الإنجليزية)